# مذبحة باراكويوس
مذبحة باراكويوس (بالإسبانية: Matanzas de Paracuellos)‏ هي عبارة عن سلسلة من عمليات قتل جماعي لمدنيين وجنود من قبل الفصيل الجمهوري في الحرب الأهلية الإسبانية التي وقعت قبل وأثناء حصار مدريد خلال المراحل الأولى من الحرب. لا يزال عدد القتلى غير معروف وهو محل نقاش وجدل. وقعت الأحداث في مكانين بالقرب من مدينة مدريد: في باراكويوس دي خاراما، وفي بستان ألدوفيا في بلدية توريخون دي أردوز.
نُفِّذت عمليات الإعدام عن طريق عمليات نقل السجناء من سجون مدريد، المعروفة شعبياً ساكاس (Sacas)، وجرت ما بين 7 نوفمبر و 4 ديسمبر 1936، بينما كانت القوات الحكومية والمتمردون يقاتلون للسيطرة على المدينة. من إجمالي 33 عملية ساكاس للسجناء جرت في الفترة المذكورة أعلاه انتهى 23 منها بمذابح. فكان ينقل قوافل السجناء إلى مجرى سان خوسيه في سهل نهر خاراما، وإلى قناة ري غير صالحة للاستعمال في سهل نهر هيناريس، حيث يقتل آلاف السجناء. ومن بينهم جنود شاركوا في الانتفاضة أو لم ينضموا إلى الدفاع عن الجمهورية، ومن الفلانخي ورجال دين ومقاتلين يمينيين وبرجوازية وغيرهم ممن اعتُقلوا في غالبيتهم العظمى لكونهم من مؤيدي الانتفاضة، وسجنوا دون حماية قانونية أو اتهام رسمي.
وسُحب السجناء الذين أُخرجوا من السجون بقوائم وإشعارات نقل أو إفراج على ورق حمل عنوان المديرية العامة للأمن، وفي بعض الأحيان بتوقيع سيغوندو سيرانو بونشيلا مندوب إدارة النظام العام في مجلس دفاع مدريد الذي يرأسه الجنرال خوسيه مياخا، وترأس إدارة النظام العام سانتياغو كاريو. وبعدها كما قيل، فإن الأسرى قد وجدوا بعد عمليات الساكاس ال 23 المذكورة سلفا قد أعدموا بعد إجراءات موجزة من قبل مليشيات تابعة للتنظيمات العمالية.

## البداية
كان حوالي 5000 سجين سياسي وعسكري متمرد مسجون في مدريد منذ ما قبل الحرب في يوليو 1936. تم القبض على العديد منهم خلال الانتفاضة الفاشلة لثكنات مونتانا في غرب مدريد. أصبح السجناء تحت سيطرة لجنة الدفاع عن مدريد الجديد، وهي لجنة طوارئ كانت مسؤولة عن المدينة في 7 نوفمبر بعد خروج الحكومة الجمهورية المنتخبة ديمقراطياً بقيادة فرانسيسكو لارجو كاباليرو عن مدريد إلى عاصمتها المؤقتة فالنسيا.
تم إخراج العديد من السجناء من السجن فيما يسمى ساكاس (عمليات الاستخراج) 33 عملية في المجموع، بين 7 نوفمبر و 4 ديسمبر حيث شنت القوات القومية المتمردة هجومها على مدريد. خشي الجمهوريون من وجود الكثير من السجناء الذين يحتمل أن يكونوا معاديين من الحرس الخلفي أثناء المعركة. أمرت السلطات الجمهورية في مدريد بعمليات الاستخراج كتابيًا غالبًا في وثائق موقعة من سيغوندو سيرانو بونشيلا نائب النظام العام، والتي تعمل مباشرة تحت إشراف السياسي الشيوعي الشاب سانتياغو كاريو. ومع ذلك فإن مسؤولية كاريلو في المذبحة محل نقاش كبير.
وفقًا للمؤرخ خافيير سيرفيرا، لم تؤدِ الساكاس التي نُفِّذت لنقل السجناء إلى مواقع أخرى ليعدموا، وتم نقل السجناء بعيدًا عن الجبهة إلى ألكالا دي إيناريس. في باراكويوس، ومع ذلك أسفرت مذبحة وفقًا للمؤرخ البريطاني أنتوني بيفور، فإن الأمر بقتل السجناء على الأرجح جاء من الشيوعي الإسباني خوسيه كازورلا موري أو بشكل غير مباشر من المستشار السوفيتي ميخائيل كولتسوف.

## إطلاق نار جماعي
تم نقل معظم السجناء الذين قيل لهم إنه سيطلق سراحهم بشاحنات إلى حقول خارج باراكويوس دي خاراما وتوريخون دي أردوز حيث أعدموا رميا بالرصاص، ودفنوا في مقابر جماعية. وقعت أولى عمليات إطلاق النار قبيل فجر يوم 7 نوفمبر واستمرت حتى 10 نوفمبر، بعد أن أصبح الفوضوي ميلكور رودريغيز غارسيا الذي كان يعارض تلك العمليات رئيسًا لنظام سجون مدريد. ولكنها استؤنفت في 14 نوفمبر بعدما استقال رودريغيز، ولم تتوقف حتى عاد إلى منصبه أوائل ديسمبر.
وقد انتشرت أخبار تلك الإعدامات إلى السلك الدبلوماسي منذ الأيام الأولى. فندد بها دبلوماسيون أجانب مقيمون في مدريد، ومنهم قنصل النرويج والسفير الألماني فيليكس شلاير الذي تحدث عن القضية مع كاريو.

## محاولة قتل هيني
في 8 ديسمبر أُسقطت طائرة تقل الدكتور جورج هيني مبعوث الصليب الأحمر الدولي، عند عودته إلى فرنسا فوق باسترانا شمال شرق مدريد. كان لدى هيني تقرير عن المجزرة وخطط لتقديمه خلال اجتماع لعصبة الأمم في جنيف. ألقت السلطات الجمهورية باللوم على القوات الجوية القومية في الهجوم، ولكن في 21 ديسمبر تم الكشف عن أن الطائرة قد أسقطتها طائرات سوفيتية الصنع مع طيارين سوفياتيين.
أمضى هيني أربعة أشهر في المستشفى ولم يتمكن من تقديم تقريره. أما الصحفي الفرنسي لويس ديلابري الذي سافر على متن نفس الطائرة وتوفي بعدها بأسابيع، فقد ألقى باللوم على الجنرال ألكسندر ميخائيلوفيتش أورلوف المخبر السوفيتي لالمفوضية الشعبية للشؤون الداخلية في إسبانيا عن الحادث.

## الضحايا
معظم القتلى في مذبحة باراكويلوس كانوا مدنيين وجنود وقساوسة كاثوليك. ومن بينهم فيديريكو سالمون وزير العمل المحافظ السابق لسنة 1935، والسياسي الشهير خيسوس كانوفاس ديل كاستيلو ومونشين تريانا لاعب كرة القدم مع أتليتيكو مدريد وريال مدريد. بيدرو مونيوز سيكا كاتب مشهور. والأميرال المتقاعد ماتيو غارسيا دي لوس رييس؛ كما تم إعدام المحامي ريكاردو دي لا سيرفا إي كودورنيو والد المؤرخ ريكاردو دي لا سيرفا. ضحية أخرى رفيعة المستوى قُتلت في المذبحة هي دوق بيناراندا الثامن عشر وهو نبيل إسباني ثري.
لا يزال عدد القتلى في باراكويوس غير معروف. ففي سنة 1977 وذكرت جريدة الكازار اليمينية 12,000 حالة وفاة ونشر سيزار فيدال قائمة بالأسماء في (بالإسبانية: Matanzas en el Madrid Republicano)‏، ولكن لم يعثر بعد على العديد من الجثث. أما الرقم الأدنى الذي تم الاستشهاد به هو حوالي 1,000 حالة وفاة، وذكرها غابرييل جاكسون سنة 1967 وباول برستون سنة 2006، لكن هذا أقل بكثير من تقديرات معظم المؤرخين المعاصرين. وذكر جاكسون حوالي 1000 شخص في 6 و 7 نوفمبر.
وقدر مؤرخون آخرون أن عدد القتلى يتراوح بين 2000 و 3000. وذكر هيو توماس وبيفور عدد 2,000، وذكر ليدسما رقم 2,200-2,500؛ خوليان كازانوفا: 2,700، وخافيير سيرفيرا أكثر من 2000.
تم دفن العديد من الضحايا في مقبرة باراكويوس (40°30′42″N 3°32′49″W / 40.5116°N 3.547°W).